# Epilobium turkestanicum
Epilobium turkestanicum là một loài thực vật có hoa trong họ Anh thảo chiều. Loài này được Pazij & Vved. mô tả khoa học đầu tiên năm 1959.